# Сан Никола (Матера)
Сан Никола (итал. San Nicola) је насеље у Италији у округу Матера, региону Базиликата.
Према процени из 2011. у насељу је живело 16 становника. Насеље се налази на надморској висини од 588 м.